# 甘草糖
甘草糖是用光果甘草的根提煉出的甜食。在歐洲用於製造糖果，在阿拉伯國家如埃及、敘利亞用於做飲料。德語稱之爲Lakritz，英語稱之爲Liquorice，韓語意譯爲감초사탕（漢字寫法：甘草砂糖）。